# Stalen achtbaan
Een stalen achtbaan is een achtbaantype, waarbij de baan en ondersteuningen van staal zijn.

## Records
- Hoogste stalen achtbaan ter wereld: Kingda Ka (Six Flags Great Adventure) met 139 meter.
- Snelste stalen achtbaan ter wereld: Formula Rossa (Ferrari World Abu Dhabi) met 240 km/u.
- Langste stalen achtbaan ter wereld: Steel Dragon 2000 (Nagashima Spa Land) met 2479 meter.
- Stalen achtbaan met de meeste inversies: The Smiler (Alton Towers) met 14 inversies.
- Langste achtbaantreintje in een stalen achtbaan ter wereld: Revolution (Bobbejaanland) met 30 karretjes.
- Oudste stalen achtbaan ter wereld: Rodelbaan (De Waarbeek), geopend in 1930

- Hoogste kettinglift van Europa: op Hyperion (Energylandia) met 77 meter.
- Langste stalen achtbaan van Europa: Big One (Pleasure Beach Resort) met 1.675,5 meter. De langste stalen achtbaan ooit in Europa was de in 2023 afgebroken Ultimate in Lightwater Valley met 2268,3 meter.
- Hoogste stalen achtbaan van Europa: Red Force (Ferrari Land) met 112 meter.
- Snelste stalen achtbaan van Europa: Red Force (Ferrari Land) met 180 km/u.